# Centro Universitário Unifacear
O Centro Universitário UNIFACEAR é uma instituição de ensino superior sediada na cidade de Araucária e Curitiba, no estado do Paraná. Desde 2001 a instituição é credenciada pelo Ministério da Educação (MEC) para ministrar cursos de ensino superior presenciais e na modalidade a distância (EAD).
Atualmente a instituição possui 6 campi sendo 4 em Curitiba, 1 em Araucária e 1 em Fazenda Rio Grande, além de polos nas cidades de Araucária, Campina Grande do Sul, Cerro Azul, Curitiba, Lapa, Matinhos, Pinhais e União da Vitória.
A UNIFACEAR é mantida por duas empresas: a Assenar Ensino de Araucária Ltda, responsável pelas unidades de Araucária e Fazenda Rio Grande e a Organização Educacional Araucária, responsável pelos campi de Curitiba. O campus de Araucária é credenciado como Centro Universitário Facear e os demais campi (Curitiba e Fazenda Rio Grande) como faculdades.
Em 2017 a UNIFACEAR se tornou a primeira instituição de ensino brasileira a credenciar uma universidade própria nos Estados Unidos.
No dia 28 de novembro de 2017 o Conceito Preliminar dos Cursos de Saúde em todo Brasil, baseado no ENADE 2016 divulgou o curso de enfermagem da UNIFACEAR em primeiro lugar no estado do Paraná e entre os 10 melhores do Brasil.